# لوتوماتیکا
لوتوماتیکا (به ایتالیایی: Lottomatica) شرکت سرگرمی ایتالیایی است، که در زمینه  برگزاری مسابقات بخت‌آزمایی، شرط‌بندی‌های ورزشی، مدیریت بنگاه‌های شرط‌بندی و قمارخانه‌ها فعالیت می‌کند و به‌عنوان بزرگترین اپراتور بخت‌آزمایی در جهان شناخته می‌شود. بازی ایتالیایی لوتو، از نام این شرکت گرفته شده است. 
دفتر مرکزی شرکت لوتوماتیکا در شهر رم قرار دارد و بخشی از سهام این شرکت در بازارهای بورس نیویورک و بورس ایتالیا معامله می‌شود. شرکت دی آگوستینی با در اختیار داشتن ۵۲٫۱٪ درصد از سهام لوتوماتیکا، مالک اکثریت سهام این شرکت می‌باشد.